# Yoel Palgi
Yoel Palgi (em hebraico: יואל פלגי; nascido Emil Nussbacher, 1918 – 1978) foi um pára-quedista judeu do grupo militar Palmach, e lançado pela Grã-Bretanha na Iugoslávia durante a Segunda Guerra Mundial para ajudar no resgate de judeus húngaros do Holocausto e pilotos da RAF capturados pelo exercito alemão.